# Блатна самодивска трева
Блатната самодивска трева (Peucedanum palustre) е многогодишно тревисто растение от семейство Сенникови, регионално изчезнал вид за България, включен в Червената книга на България и в Закона за биологичното разнообразие.
Стъблата му са високи 50 – 100 cm, кухи и набраздени. Листата са 2 – 6 пъти перести, крайните листни дялове – линейни или ланцетни. Цветовете му садребни, бели или розови, събрани в сложно сенниковидно съцветие. Плодът е елипсовиден или яйцевиден, с 3 изпъкнали ребра. Цъфти през юли – август и плодоноси през август – октомври. Размножава се със семена, разпространявани чрез водите.
Расте по влажни места и блата. Видът е разпространен в Европа и Западен Сибир. Последните данни за намирането му в България са от 1947 г. в Чокльово блато.